# Trumanov show
Trumanov show (v originalu The Truman Show) je ameriška satirična komedija, ki govori o življenju Trumana Burbanka, ki živi v realistično oblikovanem filmskem studiu, kjer ga vsakodnevno spremljajo milijoni gledalcev po vsem svetu. Sprva se tega dejstva ne zaveda, kasneje pa se odloči odkriti pravo resnico o sebi in navideznem svetu okoli njega.
Avtor zgodbe, Andrew Niccol, je idejo za scenarij dobil iz 62. epizode televizijske nanizanke Zona somraka, ki je v osnovi praktično enaka.
Film so kritiki ocenili dobro, ravno tako je bil uspešen tudi v finančnem smislu, saj je ustvaril dobrih 264 milijonov dolarjev prihodka. Sprožil pa je tudi številne verske razprave in razprave o prihodnosti medijev.

## Zgodba
Truman Burbank je 30-letnik, ki živi v idiličnem mestecu Seahaven, ki leži na otoku. Zaposlen je kot zavarovalniški agent, je srečno poročen z Meryl, ravno tako ima tudi mnogo prijateljev, kjer glavno vlogo zavzema Marlon, njegov najboljši prijatelj iz otroštva. V sebi pa skriva travmatično izkušnjo iz otroštva, ko je na izletu z jadrnico v nevihti izgubil očeta, zaradi česar se je celo življenje bal vode.
Njegovo življenje je navidez praktično idealno, vendar se mu nekega dne ves svet okoli njega začne zdeti sumljiv, saj ima občutek, da ljudje okoli njega delujejo preveč klišejsko, praktično ob istem času vsak dan počnejo iste stvari, in da se v bistvu vse dogajanje v mestu vrti ravno okoli njega. Sumljiva se mu zazdi tudi njegova žena, ki dostikrat deluje, kot da bi nastopala v reklamah, v katerih oglašuje razna živila in predmete, ki jih uporablja.
Nekega dne na poti v službo pred njim pristane reflektor z imenom ene od zvezd (ta incident lokalni radio hitro pojasni z izgubo luči enega od letal, ki je letelo čez mesto), ravno tako naslednji dan preko svojega avtoradia sliši, kaj se bo z njim in okrog njega zgodilo v naslednjih trenutkih. Ravno tako ob vstopu v neko poslovno zgradbo naleti na dvigalo, v katerem so neznani ljudje. Istega dne naleti na klateža, ki ga močno spominja na njegovega domnevno preminulega očeta, vendar se takoj pojavijo neznani ljudje in tega klateža odstranijo s prizorišča.
Ker Truman začne domnevati, da ga nekdo zasleduje na vsakem koraku, se glede tega zaupa ženi in Marlonu, ki pa ga na vse pretege skušata prepričati, da se mu vse samo zdi, ter da je vse v redu. Vseeno se Truman odloči, da bo zapustil Seahaven in odpotoval na Fidži. Kljub temu, da poskuša oditi, mu to ne uspe zaradi različnih težav - enkrat ne more rezervirati leta, drug dan se pokvari avtobus, s katerim namerava kreniti na pot, ob naslednji priložnosti se med vožnjo z avtom pred njim nenadoma pojavi prometni zastoj, po uspešnem pobegu iz mesta pa ga preseneti tudi gozdni požar in nesreča v jedrski elektrarni, kjer mu prisotni preprečijo pobeg.
Zgodba se nato preseli na nekaj lokacij, kjer ljudje preko televizije spremljajo Trumanovo življenje v oddaji z imenom Trumanov show, ki poteka 24 ur na dan. Takrat se izkaže, da je Seahaven le kulisa, ki se nahaja v ogromni kupoli, vsi ljudje v mestu (tudi njegova družina) pa so le igralci in statisti. Izkaže se, da je Christof, režiser oddaje, Trumana izbral izmed petih nezaželenih otrok pred 30 leti in ga nato uporabil kot glavno filmsko zvezdo v svoji oddaji. 

Christofa pokliče tudi ženska z imenom Sylvia, ki ga obtoži nečloveškega ravnanja in zahteva takojšnjo izpustitev Trumana. Izkaže se, da je bila Sylvia pred več leti igralka v omenjeni oddaji, kjer pa se je proti pričakovanjem zaljubila v Trumana in mu skušala povedati resnico o njegovem obstoju, vendar so jo takoj zatem odstranili z izgovorom, da se seli na Fidži (kar pojasni Trumanovo zanimanje za potovanje tja). Je tudi ena glavnih aktivistk v kampanji za Trumanovo osvoboditev.
Ker se Truman začne vesti nepredvidljivo in celo agresivno, se Christof odloči, da bo nazaj v oddajo vrnil njegovega "očeta", s čimer naj bi mu vrnil voljo, da ostane v mestu, vendar to pomaga le začasno. Trumanu se neke noči uspe izmuzniti kameram in pobegniti iz mesta skozi skriven predor, zaradi česar se Christof prvič po tridesetih letih odloči prekiniti oddajanje. Ljudje, ki redno spremljajo Trumanov show, so navdušeni nad Trumanovo potezo.
Christof vsem igralcem in filmski ekipi naroči, naj najdejo Trumana, vendar so sprva neuspešni. Kmalu zatem se izkaže, da je Truman premagal strah pred vodo in se na jadrnici napotil iz mesta. Po ponovnem začetku oddajanja se Christof odloči, da bo nad jadrnico poslal močno umetno nevihto z namenom preprečiti Trumanov odhod, kar tudi med filmsko ekipo sproži moralne pomisleke. Truman kljub nevihti ne obupa in nadaljuje plovbo, zaradi česar Christof ustavi nevihto. Kmalu zatem premec jadrnice prebije steno kupole, na kateri je naslikano nebo in najde stopnice, ki vodijo do izhoda iz nje. Ko se pripravlja na izhod, ga Christof preko zvočnika poskuša prepričati, da ne zapusti mesta. Truman za trenutek pomisli, nato pa se prikloni publiki in odide skozi vrata, s čimer je oddaje za vedno konec in prenos se izključi.
Sylvia takoj odide na pot, da bi se srečala s Trumanom, vsi gledalci oddaje Trumanov show pa začnejo iskati kakšno drugo oddajo.